# Nouvelle-Zélande aux Jeux olympiques d'été de 1952
La  Nouvelle-Zélande  participe aux Jeux olympiques d'été de 1952, à Helsinki. Le pays est représenté par une délégation un peu plus étoffée qu’en 1948 où seulement 7 athlètes étaient en compétition. Cette fois, ce sont 14 athlètes dont 2 femmes qui s’alignent dans 5 sports.  Les Néo-zélandais récoltent trois médailles dont une médaille d’or conquise par l’athlète polyvalente Yvette Williams qui concoure en saut en longueur, lancer du poids et lancer du disque. Grâce à cette performance, La  Nouvelle-Zélande  intègre le tableau des médailles, en 24e position.

## Médailles
| Médaille           | Nom             | Sport      | épreuve              |
| ------------------ | --------------- | ---------- | -------------------- |
| Médaille d'or      | Yvette Williams | Athlétisme | Saut en longueur (F) |
| Médaille de bronze | John Holland    | Athlétisme | 400 mètres haies     |
| Médaille de bronze | Jean Stewart    | Natation   | 100 m dos (F)        |

## Sources
- (fr) Nouvelle-Zélande sur le site du Comité international olympique
- (en) Nouvelle-Zélande aux Jeux olympiques d'été de 1952 sur Olympedia.org